# Clarkson Stanfield

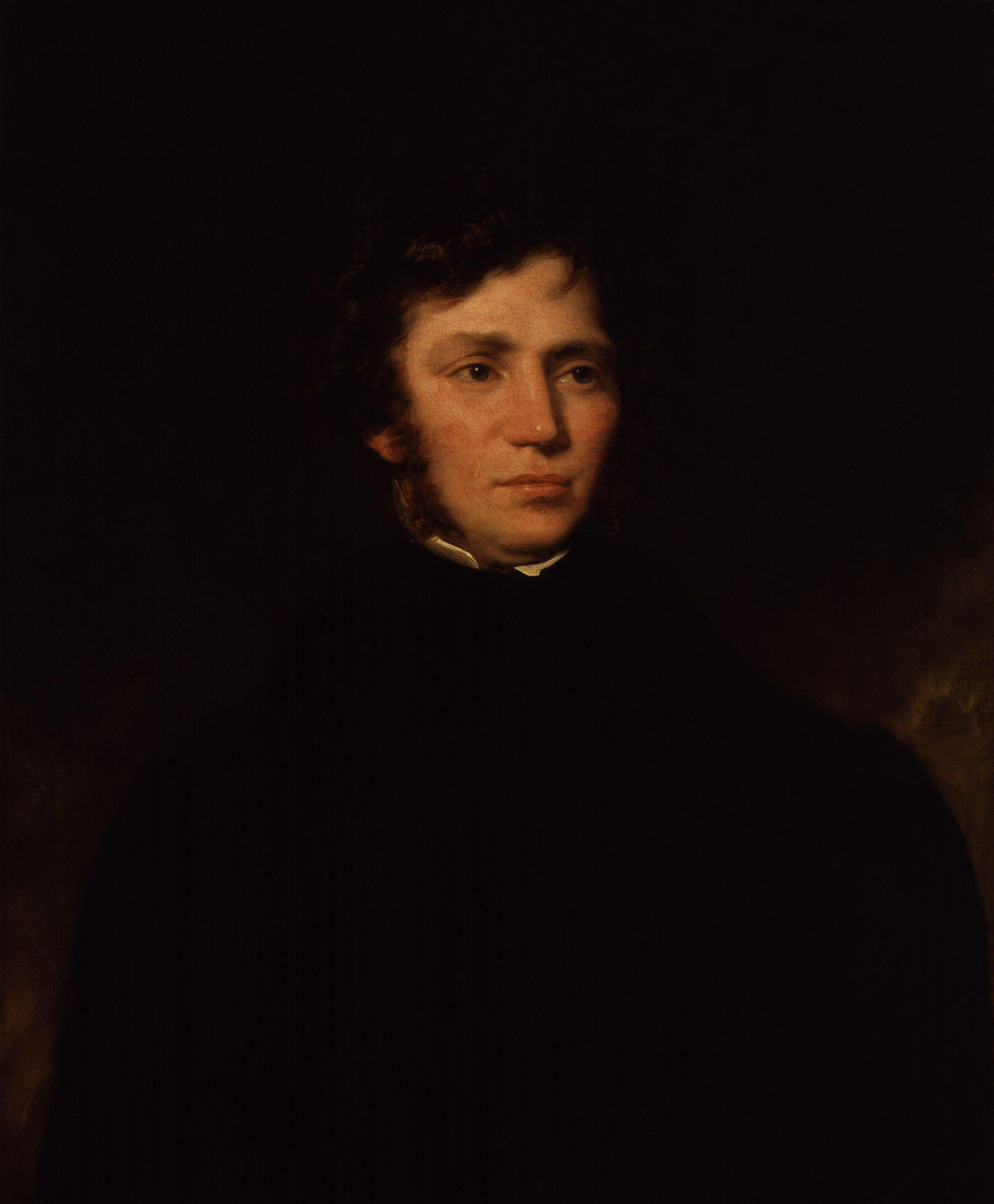
Clarkson Stanfield, målad av John Simpson.

Clarkson Frederick Stanfield (ofta felaktigt kallad William Clarkson Stanfield), född 3 december 1793 i Sunderland, död 18 maj 1867 i Hampstead, London, var en engelsk målare.
Stanfield började som dekorationsmålare vid teatern, målade sedan marin- och sjöstrider och vann genom dem mycken popularitet; han målade även landskap och utförde litografier.